# Collegio di Paisley and Renfrewshire South
Paisley and Renfrewshire South è un collegio elettorale scozzese della Camera dei Comuni del Parlamento del Regno Unito. Elegge un membro del Parlamento con il sistema maggioritario a turno unico; rappresentante del collegio, dal 2024, è la laburista Johanna Baxter.

## Descrizione
Il collegio fu creato nel 2005 da Paisley South, con piccole aggiunte da parte di collegi adiacenti; era tradizionalmente un collegio sicuro per il Partito Laburista, che aveva goduto di un vantaggio di 16.000 voti finché il Partito Nazionale Scozzese non ottenne il seggio nel 2015. Il primo deputato, Douglas Alexander, era stato anche deputato di Paisley South dal 1997; Alexander fu il Segretario Ombra per gli affari esteri e del Commonwealth ed aveva detenuto in precedenza cariche governative, come quella di Segretario di Stato per i Trasporti e Segretario di Stato per la Scozia (2006—2007), oltre che Segretario di Stato per lo Sviluppo Internazionale (2007—2010).
Coprendo la porzione meridionale del Renfrewshire, la parte orientale del collegio comprendeva inizialmente la parte meridionale di Paisley, come anche le piccole città di Johnstone e i villaggi di Kilbarchan e Elderslie.
Con la revisione dei collegi del 2024, la cittadina di Linwood e il villaggio di Brookfield sono stati aggiunti al collegio, e la parte di Paisley è stata leggermente modificata.

## Membri del parlamento
| Elezione | Elezione | Deputato          | Partito   |
| -------- | -------- | ----------------- | --------- |
|          | 2005     | Douglas Alexander | Laburista |
|          | 2015     | Mhairi Black      | SNP       |
|          | 2024     | Johanna Baxter    | Laburista |

## Risultati elettorali

### Elezioni negli anni 2020
| Partito                    | Partito                                  | Candidato                  | Risultati 4 luglio 2024 | Risultati 4 luglio 2024 |
| Partito                    | Partito                                  | Candidato                  | Voti                    | %                       |
| -------------------------- | ---------------------------------------- | -------------------------- | ----------------------- | ----------------------- |
|                            | Laburista                                | Johanna Baxter             | 19 583                  | 47,44                   |
|                            | SNP                                      | Jacqueline Cameron         | 13 056                  | 31,63                   |
|                            | Reform UK                                | Jim McIlroy                | 2 956                   | 7,16                    |
|                            | Conservatore                             | Alec Leishman              | 2 219                   | 5,38                    |
|                            | Verde                                    | Athol Bond                 | 1 724                   | 4,18                    |
|                            | Lib Dem                                  | Jack Clark                 | 1 315                   | 3,19                    |
|                            | Indipendente                             | Paul Mack                  | 317                     | 0,77                    |
|                            | Freedom Alliance                         | Mark Turnbull              | 113                     | 0,27                    |
|                            |                                          |                            |                         |                         |
| Iscritti                   | Iscritti                                 | Iscritti                   | 71 574                  | 100,00                  |
| ↳ Votanti (% su iscritti)  | ↳ Votanti (% su iscritti)                | ↳ Votanti (% su iscritti)  | 41 283                  | 57,68                   |
| ↳ Astenuti (% su iscritti) | ↳ Astenuti (% su iscritti)               | ↳ Astenuti (% su iscritti) | 30 291                  | 42,32                   |
|                            |                                          |                            |                         |                         |
|                            | Esito: collegio passa da SNP a Laburista |                            |                         |                         |

### Elezioni negli anni 2010
| Partito                    | Partito                          | Candidato                  | Risultati 12 dicembre 2019 | Risultati 12 dicembre 2019 |
| Partito                    | Partito                          | Candidato                  | Voti                       | %                          |
| -------------------------- | -------------------------------- | -------------------------- | -------------------------- | -------------------------- |
|                            | SNP                              | Mhairi Black               | 21 637                     | 50,22                      |
|                            | Laburista                        | Moira Ramage               | 10 958                     | 25,43                      |
|                            | Conservatore                     | Mark Dougan                | 7 571                      | 17,57                      |
|                            | Lib Dem                          | Jack Clark                 | 2 918                      | 6,77                       |
|                            |                                  |                            |                            |                            |
| Iscritti                   | Iscritti                         | Iscritti                   | 64 385                     | 100,00                     |
| ↳ Votanti (% su iscritti)  | ↳ Votanti (% su iscritti)        | ↳ Votanti (% su iscritti)  | 43 217                     | 67,12                      |
| ↳ Astenuti (% su iscritti) | ↳ Astenuti (% su iscritti)       | ↳ Astenuti (% su iscritti) | 21 168                     | 32,88                      |
|                            |                                  |                            |                            |                            |
|                            | Esito: collegio confermato a SNP |                            |                            |                            |

| Partito                    | Partito                          | Candidato                  | Risultati 8 giugno 2017 | Risultati 8 giugno 2017 |
| Partito                    | Partito                          | Candidato                  | Voti                    | %                       |
| -------------------------- | -------------------------------- | -------------------------- | ----------------------- | ----------------------- |
|                            | SNP                              | Mhairi Black               | 16 964                  | 40,67                   |
|                            | Laburista                        | Alison Dowling             | 14 423                  | 34,58                   |
|                            | Conservatore                     | Amy Thomson                | 8 122                   | 19,47                   |
|                            | Lib Dem                          | Eileen McCartin            | 1 327                   | 3,18                    |
|                            | Indipendente                     | Paul Mack                  | 876                     | 2,10                    |
|                            |                                  |                            |                         |                         |
| Iscritti                   | Iscritti                         | Iscritti                   | 61 341                  | 100,00                  |
| ↳ Votanti (% su iscritti)  | ↳ Votanti (% su iscritti)        | ↳ Votanti (% su iscritti)  | 41 712                  | 68,00                   |
| ↳ Astenuti (% su iscritti) | ↳ Astenuti (% su iscritti)       | ↳ Astenuti (% su iscritti) | 19 629                  | 32,00                   |
|                            |                                  |                            |                         |                         |
|                            | Esito: collegio confermato a SNP |                            |                         |                         |

| Partito                    | Partito                                  | Candidato                  | Risultati 7 maggio 2015 | Risultati 7 maggio 2015 |
| Partito                    | Partito                                  | Candidato                  | Voti                    | %                       |
| -------------------------- | ---------------------------------------- | -------------------------- | ----------------------- | ----------------------- |
|                            | SNP                                      | Mhairi Black               | 23 548                  | 50,94                   |
|                            | Laburista                                | Douglas Alexander          | 17 864                  | 38,64                   |
|                            | Conservatore                             | Fraser Galloway            | 3 526                   | 7,63                    |
|                            | Lib Dem                                  | Eileen McCartin            | 1 010                   | 2,18                    |
|                            | Socialista                               | Sandra Webster             | 278                     | 0,60                    |
|                            |                                          |                            |                         |                         |
| Iscritti                   | Iscritti                                 | Iscritti                   | 61 307                  | 100,00                  |
| ↳ Votanti (% su iscritti)  | ↳ Votanti (% su iscritti)                | ↳ Votanti (% su iscritti)  | 46 226                  | 75,40                   |
| ↳ Astenuti (% su iscritti) | ↳ Astenuti (% su iscritti)               | ↳ Astenuti (% su iscritti) | 15 081                  | 24,60                   |
|                            |                                          |                            |                         |                         |
|                            | Esito: collegio passa da Laburista a SNP |                            |                         |                         |

| Partito                    | Partito                                | Candidato                  | Risultati 6 maggio 2010 | Risultati 6 maggio 2010 |
| Partito                    | Partito                                | Candidato                  | Voti                    | %                       |
| -------------------------- | -------------------------------------- | -------------------------- | ----------------------- | ----------------------- |
|                            | Laburista                              | Douglas Alexander          | 23 842                  | 59,61                   |
|                            | SNP                                    | Andrew Doig                | 7 228                   | 18,07                   |
|                            | Conservatore                           | Gordon McCaskill           | 3 979                   | 9,95                    |
|                            | Lib Dem                                | Ashay Ghai                 | 3 812                   | 9,53                    |
|                            | Indipendente                           | Paul Mack                  | 513                     | 1,28                    |
|                            | Socialista                             | Jimmy Kerr                 | 375                     | 0,94                    |
|                            | Indipendente                           | William Hendry             | 249                     | 0,62                    |
|                            |                                        |                            |                         |                         |
| Iscritti                   | Iscritti                               | Iscritti                   | 61 196                  | 100,00                  |
| ↳ Votanti (% su iscritti)  | ↳ Votanti (% su iscritti)              | ↳ Votanti (% su iscritti)  | 39 998                  | 65,36                   |
| ↳ Astenuti (% su iscritti) | ↳ Astenuti (% su iscritti)             | ↳ Astenuti (% su iscritti) | 21 198                  | 34,64                   |
|                            |                                        |                            |                         |                         |
|                            | Esito: collegio confermato a Laburista |                            |                         |                         |

### Elezioni negli anni 2000
| Partito                    | Partito                                      | Candidato                  | Risultati 5 maggio 2005 | Risultati 5 maggio 2005 |
| Partito                    | Partito                                      | Candidato                  | Voti                    | %                       |
| -------------------------- | -------------------------------------------- | -------------------------- | ----------------------- | ----------------------- |
|                            | Laburista                                    | Douglas Alexander          | 19 904                  | 52,57                   |
|                            | Lib Dem                                      | Eileen McCartin            | 6 672                   | 17,62                   |
|                            | SNP                                          | Andrew Doig                | 6 653                   | 17,57                   |
|                            | Conservatore                                 | Thomas Begg                | 3 188                   | 8,42                    |
|                            | Socialista                                   | Iain Hogg                  | 789                     | 2,08                    |
|                            | Pride in Paisley                             | Gordon Matthew             | 381                     | 1,01                    |
|                            | Indipendente                                 | Robert Rodgers             | 166                     | 0,44                    |
|                            | Laburista Socialista                         | Howard Broadbent           | 107                     | 0,28                    |
|                            |                                              |                            |                         |                         |
| Iscritti                   | Iscritti                                     | Iscritti                   | 60 190                  | 100,00                  |
| ↳ Votanti (% su iscritti)  | ↳ Votanti (% su iscritti)                    | ↳ Votanti (% su iscritti)  | 37 860                  | 62,90                   |
| ↳ Astenuti (% su iscritti) | ↳ Astenuti (% su iscritti)                   | ↳ Astenuti (% su iscritti) | 22 330                  | 37,10                   |
|                            |                                              |                            |                         |                         |
|                            | Esito: collegio a Laburista (nuovo collegio) |                            |                         |                         |

## Risultati dei referendum

### Referendum sulla permanenza del Regno Unito nell'Unione europea del 2016
|        | Collegio                       | Lasciare UE % | Rimanere in UE % |
| ------ | ------------------------------ | ------------- | ---------------- |
|        | Paisley and Renfrewshire South | 34,1%         | 65,9%            |
| Scozia | 38,0%                          | 62,0%         |                  |
|        | Regno Unito                    | 51,9%         | 48,1%            |